# Festival de Cannes 1966
La dix-neuvième édition du Festival de Cannes a lieu du 5 au 20 mai 1966 et se déroule au Palais des Festivals dit Palais Croisette, 50 du boulevard de la Croisette. De 1964 à 1974, le Grand Prix du Festival international du Film est rétabli, la Palme d'or n'est plus décernée.

## Faits marquants
La Guerre est finie d'Alain Resnais devait représenter la France. Il fut retiré de la compétition à la suite de pressions du gouvernement franquiste. Les journalistes espagnols présents à Cannes décernèrent cependant un prix Luis-Bunuel (créé pour la circonstance) au film qui fut également distingué par la Fipresci (Fédération internationale de la presse cinématographique) et par le prix Louis-Delluc.

## Jurys

### Compétition
- Présidente du jury : Sophia Loren, comédienne
- André Maurois, écrivain
- Armand Salacrou, écrivain
- Denis Marion, critique
- Jean Giono, écrivain
- Marcel Achard, écrivain
- Marcel Pagnol, écrivain
- Maurice Genevoix, écrivain
- Maurice Lehmann, réalisateur
- Peter Ustinov, comédien
- Richard Lester, réalisateur
- Tetsurō Furukaki, écrivain
- Vinícius de Moraes, compositeur
- Youli Raizman, réalisateur

### Courts métrages
- Bo Widerberg, réalisateur
- Charles Duvanel
- Charles Ford, écrivain
- Jean Vivie, représ off CST
- Marcel Ichac, réalisateur

## Sélections

### Sélection officielle

#### Compétition
La sélection officielle en compétition se compose de 25 films :
- Matraga (A Hora e a Vez de Augusto Matraga) de Roberto Santos
- Alfie le dragueur (Alfie) de Lewis Gilbert
- Bonjour, c'est moi ! (Barev, yes em) de Frounze Dovlatyan
- Falstaff (Campanadas a medianoche) d'Orson Welles
- Le Vent brûlant de l'été (Con el viento solano) de Mario Camus
- Les Désarrois de l'élève Törless (Der junge Törless) de Volker Schlöndorff
- Le Docteur Jivago (Doctor Zhivago) de David Lean
- Les Pipes (Dýmky) de Vojtěch Jasný
- Es d'Ulrich Schamoni
- Le Pharaon (Faraon) de Jerzy Kawalerowicz
- L'Armée Brancaleone (L'Armata Brancaleone) de Mario Monicelli
- Lénine en Pologne (Lenin v Polché) de Sergueï Ioutkevitch
- Mademoiselle de Tony Richardson
- Modesty Blaise de Joseph Losey
- Morgan (Morgan: A Suitable Case for Treatment) de Karel Reisz
- L'Île (Ön) d'Alf Sjöberg
- Cendres (Popioły) d'Andrzej Wajda
- L'Hiver en flammes (Răscoala) de Mircea Mureşan
- L'Opération diabolique (Seconds) de John Frankenheimer
- Ces messieurs dames (Signore e signori) de Pietro Germi
- La Faim (Sult) de Henning Carlsen
- Suzanne Simonin, la Religieuse de Diderot de Jacques Rivette
- Les Sans-Espoir (Szegénylegények) de Miklós Jancsó
- Des oiseaux, petits et gros (Uccellacci e uccellini) de Pier Paolo Pasolini
- Un homme et une femme de Claude Lelouch

### Semaine de la critique
- Bloko d'Ado Kyrou (Grèce)
- Du courage pour chaque jour d'Ewald Schörm (Tchécoslovaquie)
- Fata morgana de Vicente Aranda (Espagne)
- Grimaces de Ferenc Kardos et János Rózsa (Hongrie)
- L’Homme n’est pas un oiseau de Dusan Makavejev (Yougoslavie)
- Non réconciliés (Nicht Versönht) de Jean-Marie Straub et Danièle Huillet (RFA)
- La Noire de… d'Ousmane Sembene (France/Sénégal)
- O desafio de Paulo César Saraceni (Brésil)
- Le Père Noël a les yeux bleus de Jean Eustache (France)
- Winter Kept Us Warm de David Secter (Canada)

## Palmarès
- Palme d'or (ex æquo) : Un homme et une femme de Claude Lelouch et Ces messieurs dames (Signore e signori) de Pietro Germi
- Prix Spécial du Jury : Alfie le dragueur (Alfie) de Lewis Gilbert
- Prix du XXe Anniversaire du Festival du Film : Falstaff (Campanadas a medianoche) d'Orson Welles
- Prix d'interprétation féminine : Vanessa Redgrave pour Morgan (Morgan: A Suitable Case for Treatment) de Karel Reisz
- Prix d'interprétation masculine : Per Oscarsson pour La Faim (Sult) d'Henning Carlsen
- Prix de la mise en scène : Sergueï Ioutkevitch pour Lénine en Pologne (Lenin v Polché)
- Prix de la première œuvre : L'Hiver en flammes (Răscoala) de Mircea Mureşan
- Prix de la Critique Internationale - F.I.P.R.E.S.C.I. : Les Désarrois de l'élève Törless (Der junge Törless) de Volker Schlöndorff
- Prix de la Commission Supérieure Technique : Falstaff d'Orson Welles
- Grand Prix du XXe anniversaire - Court métrage : Skaterdater de Noel Black
- Prix de la Commission Supérieure Technique - Court métrage : Skater Dater de Noel Black